# Liga Armada Galega
La Liga Armada Galega (LAG; en español, Liga Armada Gallega) fue una organización terrorista española que atentó el 24 de agosto de 1978 contra dos policías en Vigo, los cuales resultaron heridos. El día 26 de agosto un grupo atracó una sucursal del Banco del Noroeste y el 28 de ese mismo mes reivindicó el asesinato de un guardia civil en Santiago de Compostela, si bien posteriormente el GRAPO reivindicó la autoría y acusó a la LAG de ser un «invento».
Sin embargo, el grupo llevó todavía a cabo algunas acciones, cesando su actividad tras la detención, el 1 de septiembre de 1980, de catorce personas vinculadas al nacionalismo gallego a los que se acusó de pertenecer a la LAG. Varios de los detenidos fueron condenados a prisión.
Siniestro Total menciona esta organización en uno de sus temas más emblemáticos, Miña terra galega.